# Regla de Sarrus

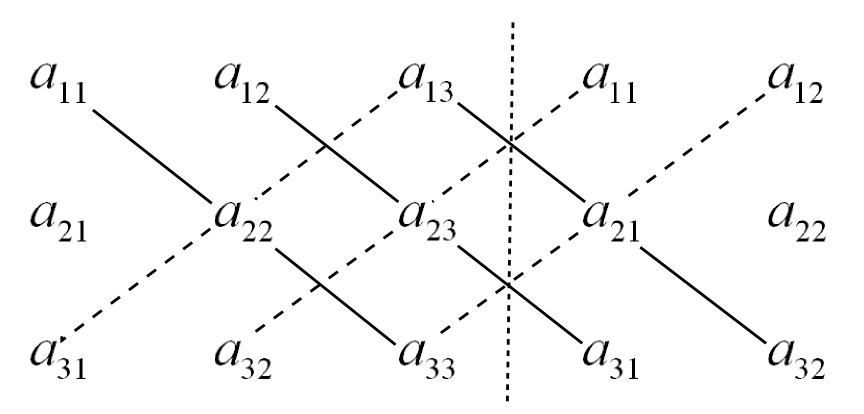
La regla de Sarrus : les diagonals contínues se sumen i les diagonals en traços es resten.

La regla de Sarrus  és un mètode de fàcil memorització per calcular el determinant d'una matriu 3 × 3. Rep el seu nom del matemàtic francès Pierre Frédéric Sarrus.
Considereu la matriu 3 × 3:
{\displaystyle M={\begin{pmatrix}a_{11}&a_{12}&a_{13}\\a_{21}&a_{22}&a_{23}\\a_{31}&a_{32}&a_{33}\end{pmatrix}}}
El seu determinant es pot calcular de la següent manera:
En primer lloc, repetir les dues primeres columnes de la matriu a la dreta de la mateixa de manera que quedin cinc columnes en fila. Després sumar els productes de les diagonals descendents (en línia contínua) i sostreure els productes de les diagonals ascendents (en traços). Això resulta en:
{\displaystyle \det {\begin{pmatrix}a_{11}&a_{12}&a_{13}\\a_{21}&a_{22}&a_{23}\\a_{31}&a_{32}&a_{33}\end{pmatrix}}={\begin{vmatrix}a_{11}&a_{12}&a_{13}\\a_{21}&a_{22}&a_{23}\\a_{31}&a_{32}&a_{33}\end{vmatrix}}=}
{\displaystyle =a_{11}a_{22}a_{33}+\;a_{12}a_{23}a_{31}+\;a_{13}a_{21}a_{32}-\;a_{31}a_{22}a_{13}-\;a_{32}a_{23}a_{11}-\;a_{33}a_{21}a_{12}}
Un procés similar basat en diagonals també funciona amb matrius 2 × 2:
{\displaystyle \det {\begin{pmatrix}a_{11}&a_{12}\\a_{21}&a_{22}\end{pmatrix}}={\begin{vmatrix}a_{11}&a_{12}\\a_{21}&a_{22}\end{vmatrix}}=a_{11}a_{22}-a_{21}a_{12}}
Ambdós casos són casos especials de la fórmula de Leibniz amb la qual en general no és possible obtenir esquemes de fàcil memorització similars per a matrius més grans.